# Districtul Harburg
Districtul Harburg este un Kreis în landul Saxonia Inferioară, Germania. 